# Fotbal na Letních olympijských hrách 1972
Fotbalový turnaj na Letních olympijských hrách 1972 byl 13. oficiální fotbalový turnaj na olympijských hrách. Vítězem se stala polská fotbalová reprezentace.

## Kvalifikace
Hlavní článek: Kvalifikace na fotbalový turnaj na Letních olympijských hrách 1972
| - Afrika (CAF) - Maroko - Ghana - Súdán - Asie (AFC) - Malajsie - Barma - Írán - Severní, Střední Amerika a Karibik (CONCACAF) - Mexiko - USA - Jižní Amerika (CONMEBOL) - Brazílie - Kolumbie |  | - Evropa (UEFA) - Maďarsko (obhájce titulu) - Sovětský svaz - Polsko - NDR - Dánsko - Hostitel - SRN |

## Základní skupiny

### Skupina A
| Tým      | Z | V | R | P | VG | IG | +/- | B |
| -------- | - | - | - | - | -- | -- | --- | - |
| SRN      | 3 | 3 | 0 | 0 | 13 | 0  | +13 | 6 |
| Maroko   | 3 | 1 | 1 | 1 | 6  | 3  | +3  | 3 |
| Malajsie | 3 | 1 | 0 | 2 | 3  | 9  | -6  | 2 |
| USA      | 3 | 0 | 1 | 2 | 0  | 10 | -10 | 1 |

| 27. srpna 1972 12:00 |        |     |                                                                   |
| Maroko               | 0 : 0  | USA | Rosenaustadion, Augsburg diváci: 4 000 rozhodčí: Rudolf Gloeckner |
|                      | Report |     | Rosenaustadion, Augsburg diváci: 4 000 rozhodčí: Rudolf Gloeckner |

| 27. srpna 1972 12:00          |        |          |                                                                      |
| SRN                           | 3 : 0  | Malajsie | Olympijský stadion, Mnichov diváci: 60 000 rozhodčí: Armando Marques |
| Worm 56' Kalb 71' Seliger 82' | Report |          | Olympijský stadion, Mnichov diváci: 60 000 rozhodčí: Armando Marques |

| 29. srpna 1972 12:00              |        |     |                                                             |
| Malajsie                          | 3 : 0  | USA | ESV-Stadion, Ingolstadt diváci: 3 000 rozhodčí: Henry Oberg |
| Abdullah 8' Salleh 67' Zawawi 77' | Report |     | ESV-Stadion, Ingolstadt diváci: 3 000 rozhodčí: Henry Oberg |

| 29. srpna 1972 12:00                       |        |        |                                                                  |
| SRN                                        | 3 : 0  | Maroko | Dreiflüssestadion, Passau diváci: 16 000 rozhodčí: Doğan Babacan |
| Nickel 30' (pen.), 33' (pen.) Hitzfeld 53' | Report |        | Dreiflüssestadion, Passau diváci: 16 000 rozhodčí: Doğan Babacan |

| 31. srpna 1972 12:00                                        |        |     |                                                                                    |
| SRN                                                         | 7 : 0  | USA | Olympijský stadion, Mnichov diváci: 65 000 rozhodčí: Marco Antonio Dorantes García |
| Nickel 17', 43', 70', 86' Hitzfeld 47' Seliger 62' Bitz 79' | Report |     | Olympijský stadion, Mnichov diváci: 65 000 rozhodčí: Marco Antonio Dorantes García |

| 31. srpna 1972 12:00                                    |        |          |                                                                |
| Maroko                                                  | 6 : 0  | Malajsie | ESV-Stadion, Ingolstadt diváci: 2 500 rozhodčí: Károly Palotai |
| Benkhrif 16' Faras 19', 21', 25' El Filali 56' Tati 85' | Report |          | ESV-Stadion, Ingolstadt diváci: 2 500 rozhodčí: Károly Palotai |

### Skupina B
| Tým           | Z | V | R | P | VG | IG | +/- | B |
| ------------- | - | - | - | - | -- | -- | --- | - |
| Sovětský svaz | 3 | 3 | 0 | 0 | 5  | 2  | +3  | 6 |
| Mexiko        | 3 | 2 | 0 | 1 | 3  | 2  | +1  | 4 |
| Barma         | 3 | 1 | 0 | 2 | 2  | 2  | 0   | 2 |
| Súdán         | 3 | 0 | 0 | 3 | 1  | 5  | -4  | 0 |

| 28. srpna 1972 12:00 |        |       |                                                              |
| Sovětský svaz        | 1 : 0  | Barma | Jahnstadion, Regensburg diváci: 6 000 rozhodčí: Jafar Namdar |
| Kolotov 51'          | Report |       | Jahnstadion, Regensburg diváci: 6 000 rozhodčí: Jafar Namdar |

| 28. srpna 1972 12:00 |        |       |                                                                           |
| Mexiko               | 1 : 0  | Súdán | Max-Morlock-Stadion, Norimberk diváci: 500 rozhodčí: Francesco Francescon |
| Manzo 16'            | Report |       | Max-Morlock-Stadion, Norimberk diváci: 500 rozhodčí: Francesco Francescon |

| 30. srpna 1972 12:00 |        |       |                                                                        |
| Mexiko               | 1 : 0  | Barma | Max-Morlock-Stadion, Norimberk diváci: 1 000 rozhodčí: Robert Quarshie |
| Cuéllar 86'          | Report |       | Max-Morlock-Stadion, Norimberk diváci: 1 000 rozhodčí: Robert Quarshie |

| 30. srpna 1972 12:00                   |        |            |                                                                        |
| Sovětský svaz                          | 2 : 1  | Súdán      | Olympijský stadion, Mnichov diváci: 25 000 rozhodčí: Ferdinand Biwersi |
| Jevrjužichin 42' (pen.) Zanazanjan 44' | Report | El Din 59' | Olympijský stadion, Mnichov diváci: 25 000 rozhodčí: Ferdinand Biwersi |

| 1. září 1972 12:00            |        |       |                                                                   |
| Barma                         | 2 : 0  | Súdán | Dreiflüssestadion, Passau diváci: 2 000 rozhodčí: Marian Srodecki |
| Soe Than 7' Aung Moe Thin 61' | Report |       | Dreiflüssestadion, Passau diváci: 2 000 rozhodčí: Marian Srodecki |

| 1. září 1972 12:00                |        |          |                                                                |
| Sovětský svaz                     | 4 : 1  | Mexiko   | Jahnstadion, Regensburg diváci: 8 000 rozhodčí: Luis Pestarino |
| Blochin 7', 13', 14' Semjonov 58' | Report | Razo 60' | Jahnstadion, Regensburg diváci: 8 000 rozhodčí: Luis Pestarino |

### Skupina C
| Tým      | Z | V | R | P | VG | IG | +/- | B |
| -------- | - | - | - | - | -- | -- | --- | - |
| Maďarsko | 3 | 2 | 1 | 0 | 9  | 2  | +7  | 5 |
| Dánsko   | 3 | 2 | 0 | 1 | 7  | 4  | +3  | 4 |
| Írán     | 3 | 1 | 0 | 2 | 1  | 9  | -8  | 2 |
| Brazílie | 3 | 0 | 1 | 2 | 4  | 6  | -2  | 1 |

| 27. srpna 1972 12:00                          |        |      |                                                                            |
| Maďarsko                                      | 5 : 0  | Írán | Max-Morlock-Stadion, Norimberk diváci: 2 000 rozhodčí: Guillermo Velasquez |
| A. Dunai 31', 48', 90+1' Várady 52' Kozma 81' | Report |      | Max-Morlock-Stadion, Norimberk diváci: 2 000 rozhodčí: Guillermo Velasquez |

| 27. srpna 1972 12:00          |        |                          |                                                                  |
| Dánsko                        | 3 : 2  | Brazílie                 | Dreiflüssestadion, Passau diváci: 10 000 rozhodčí: Pavel Kazakov |
| Simonsen 28', 83' Røntved 50' | Report | Dirceu 68' Zé Carlos 69' | Dreiflüssestadion, Passau diváci: 10 000 rozhodčí: Pavel Kazakov |

| 29. srpna 1972 12:00                           |        |      |                                                                  |
| Dánsko                                         | 4 : 0  | Írán | Rosenaustadion, Augsburg diváci: 3 500 rozhodčí: Abdelkrim Ziani |
| Heino Hansen 16', 58' Simonsen 39' Nygaard 44' | Report |      | Rosenaustadion, Augsburg diváci: 3 500 rozhodčí: Abdelkrim Ziani |

| 29. srpna 1972 12:00   |        |                         |                                                                     |
| Maďarsko               | 2 : 2  | Brazílie                | Olympijský stadion, Mnichov diváci: 50 000 rozhodčí: William Mullan |
| A. Dunai 4' Juhász 84' | Report | Pedrinho 67' Dirceu 73' | Olympijský stadion, Mnichov diváci: 50 000 rozhodčí: William Mullan |

| 31. srpna 1972 12:00 |        |          |                                                                     |
| Írán                 | 1 : 0  | Brazílie | Jahnstadion, Regensburg diváci: 2 200 rozhodčí: Gerhard Schulemburg |
| Halvai 63'           | Report |          | Jahnstadion, Regensburg diváci: 2 200 rozhodčí: Gerhard Schulemburg |

| 31. srpna 1972 12:00 |        |                   |                                                              |
| Dánsko               | 0 : 2  | Maďarsko          | Rosenaustadion, Augsburg diváci: 8 500 rozhodčí: Oei Poh Hwa |
|                      | Report | E. Dunai 17', 84' | Rosenaustadion, Augsburg diváci: 8 500 rozhodčí: Oei Poh Hwa |

### Skupina D
| Tým      | Z | V | R | P | VG | IG | +/- | B |
| -------- | - | - | - | - | -- | -- | --- | - |
| Polsko   | 3 | 3 | 0 | 0 | 11 | 2  | +9  | 6 |
| NDR      | 3 | 2 | 0 | 1 | 11 | 3  | +8  | 4 |
| Kolumbie | 3 | 1 | 0 | 2 | 4  | 12 | -8  | 2 |
| Ghana    | 3 | 0 | 0 | 3 | 1  | 10 | -9  | 0 |

| 28. srpna 1972 12:00                         |        |       |                                                                     |
| NDR                                          | 4 : 0  | Ghana | Olympijský stadion, Mnichov diváci: 40 000 rozhodčí: Michael Wuertz |
| Kreische 19', 89' Streich 45' Sparwasser 66' | Report |       | Olympijský stadion, Mnichov diváci: 40 000 rozhodčí: Michael Wuertz |

| 28. srpna 1972 12:00                 |        |           |                                                                    |
| Polsko                               | 5 : 1  | Kolumbie  | ESV-Stadion, Ingolstadt diváci: 4 000 rozhodčí: Ahmed Gindil Salih |
| Deyna 16', 32' Gadocha 42', 49', 72' | Report | Morón 63' | ESV-Stadion, Ingolstadt diváci: 4 000 rozhodčí: Ahmed Gindil Salih |

| 30. srpna 1972 12:00                                                  |        |              |                                                                      |
| NDR                                                                   | 6 : 1  | Kolumbie     | Dreiflüssestadion, Passau diváci: 4 500 rozhodčí: Abdelkader Aouissi |
| Streich 1', 10' Sparwasser 9' Ducke 31' Vogel 85' Kreische 88' (pen.) | Report | Espinosa 38' | Dreiflüssestadion, Passau diváci: 4 500 rozhodčí: Abdelkader Aouissi |

| 30. srpna 1972 12:00                    |        |       |                                                              |
| Polsko                                  | 4 : 0  | Ghana | Jahnstadion, Regensburg diváci: 2 200 rozhodčí: Kan-Chee Lee |
| Lubański 40' Gadocha 59', 89' Deyna 86' | Report |       | Jahnstadion, Regensburg diváci: 2 200 rozhodčí: Kan-Chee Lee |

| 1. září 1972 12:00               |        |            |                                                                       |
| Kolumbie                         | 3 : 1  | Ghana      | Olympijský stadion, Mnichov diváci: 25 000 rozhodčí: Kurt Tschenscher |
| Morón 56' Torres 60' Montano 82' | Report | Sunday 79' | Olympijský stadion, Mnichov diváci: 25 000 rozhodčí: Kurt Tschenscher |

| 1. září 1972 12:00 |        |             |                                                                          |
| Polsko             | 2 : 1  | NDR         | Max-Morlock-Stadion, Norimberk diváci: 10 000 rozhodčí: Werner Winsemann |
| Gorgoń 6', 63'     | Report | Streich 45' | Max-Morlock-Stadion, Norimberk diváci: 10 000 rozhodčí: Werner Winsemann |

## Druhá fáze

### Skupina 1
| Tým      | Z | V | R | P | VG | IG | +/- | B |
| -------- | - | - | - | - | -- | -- | --- | - |
| Maďarsko | 3 | 3 | 0 | 0 | 8  | 1  | +7  | 6 |
| NDR      | 3 | 2 | 0 | 1 | 10 | 4  | +6  | 4 |
| SRN      | 3 | 0 | 1 | 2 | 4  | 8  | -4  | 1 |
| Mexiko   | 3 | 0 | 1 | 2 | 1  | 10 | -9  | 1 |

| 3. září 1972 12:00    |        |     |                                                                   |
| Maďarsko              | 2 : 0  | NDR | Dreiflüssestadion, Passau diváci: 8 500 rozhodčí: Armando Marques |
| A. Dunai 60' Tóth 66' | Report |     | Dreiflüssestadion, Passau diváci: 8 500 rozhodčí: Armando Marques |

| 3. září 1972 12:00 |        |             |                                                                     |
| SRN                | 1 : 1  | Mexiko      | Max-Morlock-Stadion, Norimberk diváci: 40 000 rozhodčí: Oei Poh Hwa |
| Hitzfeld 5'        | Report | Cuéllar 69' | Max-Morlock-Stadion, Norimberk diváci: 40 000 rozhodčí: Oei Poh Hwa |

| 5. září 1972 12:00                                                       |        |        |                                                              |
| NDR                                                                      | 7 : 0  | Mexiko | ESV-Stadion, Ingolstadt diváci: 5 500 rozhodčí: Jafar Namdar |
| Ganzera 34' Sparwasser 39', 51', 89' Streich 48' Kreische 72' Häfner 79' | Report |        | ESV-Stadion, Ingolstadt diváci: 5 500 rozhodčí: Jafar Namdar |

| 6. září 1972 12:00                    |        |              |                                                                     |
| Maďarsko                              | 4 : 1  | SRN          | Olympijský stadion, Mnichov diváci: 70 000 rozhodčí: Luis Pestarino |
| E. Dunai 14' A. Dunai 43' Kü 75', 87' | Report | Hitzfeld 33' | Olympijský stadion, Mnichov diváci: 70 000 rozhodčí: Luis Pestarino |

| 8. září 1972 12:00      |        |        |                                                              |
| Maďarsko                | 2 : 0  | Mexiko | Jahnstadion, Regensburg diváci: 2 500 rozhodčí: Kan Chee Lee |
| A. Dunai 35' Kocsis 53' | Report |        | Jahnstadion, Regensburg diváci: 2 500 rozhodčí: Kan Chee Lee |

| 8. září 1972 12:00                   |        |                         |                                                                     |
| NDR                                  | 3 : 2  | SRN                     | Olympijský stadion, Mnichov diváci: 80 000 rozhodčí: William Mullan |
| Pommerenke 10' Streich 53' Vogel 82' | Report | Hoeneß 31' Hitzfeld 68' | Olympijský stadion, Mnichov diváci: 80 000 rozhodčí: William Mullan |

### Skupina 2
| Tým           | Z | V | R | P | VG | IG | +/- | B |
| ------------- | - | - | - | - | -- | -- | --- | - |
| Polsko        | 3 | 2 | 1 | 0 | 8  | 2  | +6  | 5 |
| Sovětský svaz | 3 | 2 | 0 | 1 | 8  | 2  | +6  | 4 |
| Dánsko        | 3 | 1 | 1 | 1 | 4  | 6  | -2  | 3 |
| Maroko        | 3 | 0 | 0 | 3 | 1  | 11 | -10 | 0 |

| 3. září 1972 12:00                    |        |        |                                                                          |
| Sovětský svaz                         | 3 : 0  | Maroko | Olympijský stadion, Mnichov diváci: 55 000 rozhodčí: Guillermo Velasquez |
| Semjonov 1' Kolotov 15' Jelisejev 69' | Report |        | Olympijský stadion, Mnichov diváci: 55 000 rozhodčí: Guillermo Velasquez |

| 3. září 1972 12:00 |        |           |                                                                    |
| Dánsko             | 1 : 1  | Polsko    | Jahnstadion, Regensburg diváci: 4 000 rozhodčí: Abdelkader Aouissi |
| Heino Hansen 27'   | Report | Deyna 36' | Jahnstadion, Regensburg diváci: 4 000 rozhodčí: Abdelkader Aouissi |

| 5. září 1972 12:00 |        |                                |                                                              |
| Sovětský svaz      | 1 : 2  | Polsko                         | Rosenaustadion, Augsburg diváci: 5 000 rozhodčí: Henry Oberg |
| Blochin 28'        | Report | Deyna 79' (pen.) Szołtysik 87' | Rosenaustadion, Augsburg diváci: 5 000 rozhodčí: Henry Oberg |

| 5. září 1972 12:00         |        |            |                                                                    |
| Dánsko                     | 3 : 1  | Maroko     | Dreiflüssestadion, Passau diváci: 3 100 rozhodčí: Werner Winsemann |
| Bak 55', 83' Printzlau 90' | Report | Merzaq 89' | Dreiflüssestadion, Passau diváci: 3 100 rozhodčí: Werner Winsemann |

| 8. září 1972 12:00                            |        |        |                                                                |
| Sovětský svaz                                 | 4 : 0  | Dánsko | Rosenaustadion, Augsburg diváci: 4 000 rozhodčí: Doğan Babacan |
| Kolotov 20' Semjonov 28' Blochin 55' Sabo 88' | Report |        | Rosenaustadion, Augsburg diváci: 4 000 rozhodčí: Doğan Babacan |

| 8. září 1972 12:00                                        |        |        |                                                                           |
| Polsko                                                    | 5 : 0  | Maroko | Max-Morlock-Stadion, Norimberk diváci: 500 rozhodčí: Francesco Francescon |
| Kmiecik 3' Lubański 10' Deyna 45' (pen.), 63' Gadocha 53' | Report |        | Max-Morlock-Stadion, Norimberk diváci: 500 rozhodčí: Francesco Francescon |

## Play off

### O 3. místo
| 10. září 1972              |        |                               |                                                                      |
| Sovětský svaz              | 2 : 2  | NDR                           | Olympijský stadion, Mnichov diváci: 80 000 rozhodčí: Armando Marques |
| Blochin 10' Churcilava 30' | Report | Kreische 33' (pen.) Vogel 78' | Olympijský stadion, Mnichov diváci: 80 000 rozhodčí: Armando Marques |

Oba týmy obdržely bronzové medaile.

### Finále
| 10. září 1972  |        |            |                                                                       |
| Polsko         | 2 : 1  | Maďarsko   | Olympijský stadion, Mnichov diváci: 80 000 rozhodčí: Kurt Tschenscher |
| Deyna 47', 68' | Report | Várady 42' | Olympijský stadion, Mnichov diváci: 80 000 rozhodčí: Kurt Tschenscher |

## Medailisté
| Zlato   | Polsko        |
| Stříbro | Maďarsko      |
| Bronz   | NDR           |
| Bronz   | Sovětský svaz |